# Kamunalnik Słonim
Kamunalnik Słonim (biał. ФК «Камунальнік» Слонім) – białoruski klub piłkarski z siedzibą w miejscowości Słonim w obwodzie grodzieńskim, grający w drugiej lidze białoruskiej.

## Historia
Chronologia nazw:
- 1969—1991: Kamunalnik Słonim (biał. «Камунальнік» (Слонім))
- 1992—1993: Albiercin Słonim (biał. «Альберцін» (Слонім))
- 1993—1995: KPF Słonim (biał. КПФ (Слонім))
- 1996—...: Kamunalnik Słonim (biał. «Камунальнік» (Слонім))

Klub piłkarski został założony w 1969. Na bazie tego zespołu w 1992 organizowano profesjonalny klub piłkarski pod nazwą Albiercin Słonim. W 1993 nazwę zmieniono najpierw na KPF Słonim, a potem na obecną nazwę Kamunalnik Słonim.